# الکساندر دیمیتریف
الکساندر دیمیتریف (استونیایی: Aleksandr Dmitrijev؛ زادهٔ ۱۸ فوریهٔ ۱۹۸۲) بازیکن سابق و مربی فوتبال اهل استونی است.
از باشگاه‌هایی که در آن بازی کرده‌است می‌توان به باشگاه فوتبال تی‌وی‌ام‌کی، باشگاه فوتبال لوادیا تالین، باشگاه فوتبال گومل، باشگاه فوتبال لوادیا تالین، باشگاه فوتبال اینفونت، باشگاه فوتبال لوادیا تالین، باشگاه فوتبال اورال یکاترینبورگ، و باشگاه فوتبال فلورا تالین اشاره کرد.
وی همچنین در تیم‌های ملی فوتبال تیم ملی فوتبال زیر ۲۱ سال استونی و استونی بازی کرده‌است.